# Hydrelia candidissima
Hydrelia candidissima är en fjärilsart som beskrevs av Otto Staudinger 1897. Hydrelia candidissima ingår i släktet Hydrelia och familjen mätare. Inga underarter finns listade i Catalogue of Life.